# Хакен, Вера
Вера Хакен (урождённая Вера Яковлевна Альтман; идиш װעראַ האַקען‎, нем. Vera Hacken; 18 мая 1912 года, Липканы, Хотинский уезд, Бессарабская губерния — 2 ноября 1988 года, Клиффсайд Парк, Нью-Джерси, США) — американский еврейский писатель, поэтесса, переводчик, мемуарист, литературовед.

## Биография
Родилась в семье врача и общественного деятеля Якова (Йонтела) Альтмана (1887—?) и его жены Мани (Марии, 1884—?), росла в Одессе, но после аннексии Бессарабии Румынией в 1918 году семья через Каменец-Подольский возвратилась в Липканы (1921). В Липканах (и позже в Черновицах) её учителем был баснописец и драматург Элиезер Штейнбарг, о котором она в 1969 году написала воспоминания. До войны жила в Черновицах, где окончила гимназию с преподаванием на иврите и работала учительницей в еврейских школах Публиковала стихи на немецком языке, работала редактором.. В более поздние годы перешла на идиш, писала стихи, эссе, рассказы.
В годы Великой Отечественной войны находилась в эвакуации в Алма-Ате и Ташкенте (её муж с 1932 года Эммануил Хакен был призван в РККА и служил военным врачом). После войны жила в Макеевке (где родился её сын Георгий), вновь в Черновцах, потом репатриировалась в Румынию (1945, Ватра Дорней, занималась театральными постановками в Бухаресте), оттуда через Мюнхен (1947—1951) переехала с семьёй в США (1951). Работала постановщицей в нью-йоркском еврейском театре «Фолксбине». В 1970—1980-е годы сотрудничала в нью-йоркском журнале «Цукунфт» (Будущее), где были опубликованы большинство из её рассказов. Публиковалась также в журнале «Афн швел» (На пороге) и в израильской периодике на идише. Стихи были опубликованы в антологии «Динэ ройткоп» (Тель-Авив, 1978), воспоминания «Четыре лета с Куби Волем» в сборнике «Дер метеор» (Тель-Авив, 1980).
В 1980-е годы опубликовала книжную серию выполненных ею академических переводов классических произведений еврейской литературы на немецкий язык «Die Bücher der goldenen Pawe» (Bibliothek Jiddischer Erzähler), с собственными комментариями и введением (6 томов); часть из переводов были выполнены ею совместно с мужем — психиатром и композитором Эммануилом Хакеном (1909—2000), автором двух книг «Мелодий к еврейской поэзии». Её муж писал музыку и к её собственным стихам, вошедшим в его сборники «Мелодии к еврейской поэзии» (1973, 1977).
Посмертно вышел сборник избранных произведений, вобравший повесть «Станция Графская» (1971) и другие рассказы, а также подборку стихотворений и драму в 3-х действиях «Изюм с миндалём». Также посмертно была издана книга её ранней поэзии черновицкого периода на немецком языке (2008) и немецкий перевод воспоминаний о Элиезере Штейнбарге (2014).
Сын — физик Джордж Хакен (George Hacken), автор монографии «Neutron Resonance Spectroscopy: In113, In115, and La139» (1971).

## Серия «Die Bücher der goldenen Pawe» (Bibliothek Jiddischer Erzähler)
- Icchok Leib Perec. Die Seelenwanderung einer Melodie: Erzählungen. Штутгарт: Weitbrecht in Thienemanns Verlag, 1984.
- Josef Opatoschu. Bar Kochba — der letzte Aufstand: Roman. Мюнхен: K. Thienemann, 1985.[18]
- Schalom Asch. Mottke der Dieb: Roman. Штутгарт: Weitbrecht Verlag, 1985.
- Scholem Alejchem. Das bessere Jenseits: Erzählungen. Штутгарт: Weitbrecht Verlag, 1984 и 1988.[19]
- David Bergelson. Das Ende vom Lied: Roman. Штутгарт: Weitbrecht in Thienemanns Verlag, 1986 и 1988.
- Mendele Mojcher Sforim. Die Mähre. Gütersloh Goldmann Verlag, 1988.

## На немецком языке
- Erzbischof Robert Zollitsch — Der große Abschlußbericht über die kommunistische Diktatur in Rumänien. Gedichte: Die Czernowitzer Autorin Vera Hacken. Мюнхен: IKGS, 2008.
- Kinder- und Jugendjahre mit Elieser Steinbarg. Aus dem Jiddischen übertragen von Othmar Andrée. Ахен: Rimbaud-Verlagsges, 2014.[20][21]

## На идише
- קינדער-יאָרן מיט אליעזר שטײנבאַרג (Детские годы с Элиэзером Штейбаргом). Тель-Авив: И. Л. Перец Фарлаг, 1969.
- סטאַנציע גראַפֿסקאַיאַ (Станция Графская, рассказы, эссе и стихи). С предисловием Элиэзера Подрячика. Тель-Авив: И. Л. Перец Фарлаг, 1990. — 404 с.